# Пархоменко Іван Іванович
Іван Іванович Пархоменко (1916) — український і радянський художник.

## Біографія
Народився 1 червня 1916 року в селі Олександропіль Павлоградського повіту Катеринославської губернії (нині Дніпропетровська область) України в родині селян, з 1930 року — колгоспників.
Після закінчення семирічної Хорошовської школи в 1932 році вступив в Дніпропетровський художній технікум — пізніше училище. Відмінник навчання. Основний викладач з фахової дисципліни — М. М. Панін, учень І. Ю. Рєпіна, заслужений діяч мистецтв України, і П. П. Чистян.
Наприкінці п'ятого курсу училища, 16 квітня 1937 року несподівано арештований по справі раніше репресованих п'яти студентів 4-го курсу, звинувачених у троцькістській пропаганді, з п'ятирічним терміном ув'язнення за ст. 54-10ч. 1-а КК УРСР один рік провів в дніпропетровській тюрмі, решта — в магаданських таборах на фізично важких роботах вантажником у Нагаєвському порту, звідки звільнився 6 липня 1942 з закріпленням на роботі в Дальбут до закінчення війни.
В 1944 році почав писати портрети геологів та інших трудівників — першопрохідців освоєння крайнього північного сходу СРСР. За представлені роботи на обласних виставках в Магадані в 1945 і 1948 рр. удостоєний відповідно 1-ї і двох 2-х премій по живопису та графіці (перша не присуджувалася) і Грамоти за розвиток художньої творчості на Колимі.
Дозвіл на виїзд з Колими отримав лише в 1949 році. Оселився в Донбасі. 23 роки жив у Краматорську, працював у філії обласного товариства художників, пізніше — Худфонду УРСР. Будучи Головним художником міста, керував ізостудією, створив народну картинну галерею (1957—1967 рр.), що стала нині Художнім музеєм. З 1972 року живе в Донецьку.
Паралельно з художньо-оформлювальними роботами систематично прагнув займатися творчим живописом, тематикою якого служили історичні, трудові та ратні традиції, якими так багатий Донбас. З 1949 року постійний учасник обласних, низки республіканських і міжобласних (Білорусь, Прибалтика — 1976), зарубіжних (Брюссель — 1976 р.) виставок. Кандидат в члени (1957) і член (1960) Союзу художників СРСР.
У 1965 році реабілітований Верховним судом УРСР, «у зв'язку з відсутністю складу злочину».
Нагороджений медалями: «За доблесну працю», у зв'язку з 100-річчям народження В. І. Леніна, «За доблесну працю у Великій Вітчизняній війні», «50 років Перемоги у Великій Вітчизняній війні», «50 років визволення України від німецько-фашистських загарбників», «Ветеран праці», занесений в книгу «Історія міст і сіл Української РСР» (Дніпропетровська обл.), і в енциклопедичний словник «Художники України» Академії Наук УРСР. Переніс три інфаркти, інвалід 2-ї групи.

## Родина
Дружина — Ольга Кузьмівна Черкаська, художник, померла в 1985 році. Діти: дочка Наталя, 1946 року народження, та син Михайло, 1950 року народження — художники.